# 马萨兰杜巴
马萨兰杜巴是巴西帕拉伊巴州的一个市镇。总面积205.941平方公里，总人口11451人，人口密度55.6人/平方公里。